# Plantago stauntonii
Plantago stauntonii är en grobladsväxtart som beskrevs av Heinrich Wilhelm Reichardt. Plantago stauntonii ingår i släktet kämpar, och familjen grobladsväxter. Inga underarter finns listade i Catalogue of Life.